# Catherine Amelia O’Brien

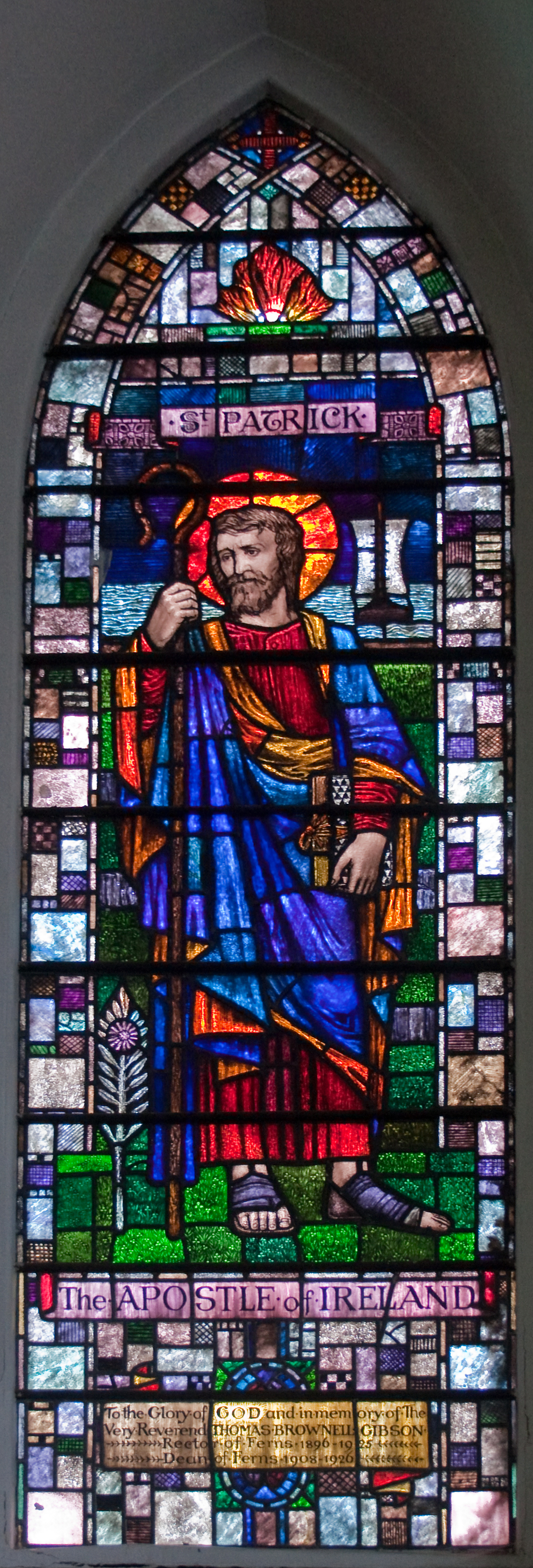
1931 in der anglikanischen Kathedrale in Ferns installierte Glasmalerei St Patrick ist typisch für O’Briens Stil, der christliche Heilige in einer volkskunstnahen Darstellung zeigt, die sich sehr gut in viele der sehr schlichten irischen Kirchen einfügt.

Catherine Amelia O’Brien (auch Kathleen oder Kitty genannt; * 1881 in Spancilhill nahe Ennis; † 1963 in Dublin) war eine irische Glasmalerin, die dem Studio An Túr Gloine angehörte und es 1944 übernahm. Dieses Studio war insbesondere in der Zeit von 1903 bis 1955 international erfolgreich und hoch angesehen.

## Leben
O’Brien wuchs in Newmarket-on-Fergus im County Clare auf. Zusammen mit ihren beiden Schwestern ging sie nach Dublin, wo sie ein Studium an der Metropolitan School of Art begann und dort zu den Schülern von William Orpen gehörte. 1906 lud Sarah Purser sie ein, sich der Künstlergruppe von An Túr Gloine anzuschließen. Sie nahm die Einladung an und begleitete Purser auf anschließenden Studienreisen in England und Frankreich.
Sie arbeitete ihr gesamtes Leben bei An Túr Gloine. Als 1940 Sarah Purser in den Ruhestand ging, übernahm O’Brien die Leitung des Studios und kaufte es 1944 für £ 235. Von 1954 bis zu ihrem Tod im Jahr 1963 vermietete sie einen Teil des Studios an ihren Schüler Patrick Pollen.
Sie war in der gesamten Zeit von 1910 bis zu ihrem Tod kontinuierlich aktiv. Ihre Glasmalereien verteilen sich über ganz Irland, insbesondere in anglikanischen Kirchen. Sie erhielt aber auch Aufträge aus dem Ausland, u. a. 1927 für die Sacred Heart Convent Chapel in Newton, 1931 für die Schulkapelle der De La Salle Brothers in Singapur, 1937 für die Brophy College Chapel in Phoenix, 1953 für die katholische Kirche South Kinacop in Nairobi und 1957 für St Helen's in Vero Beach.

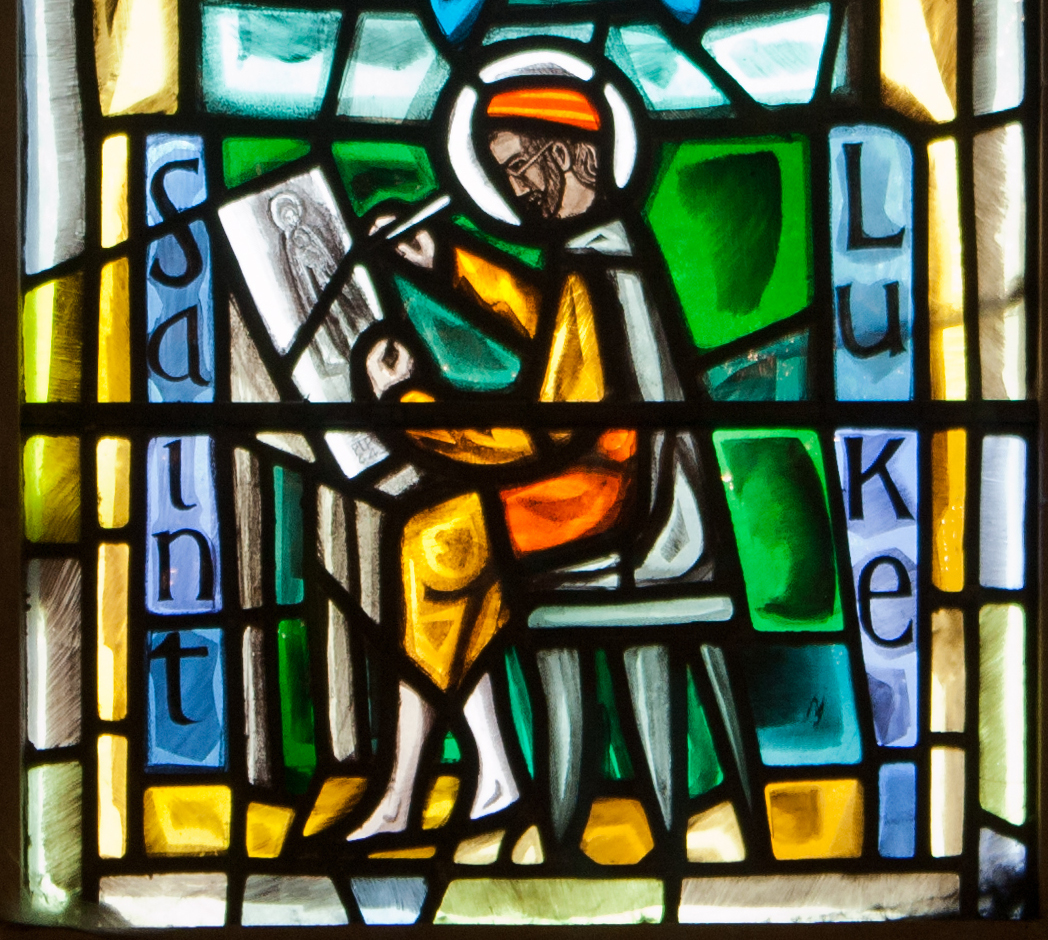
Detail der von Patrick Pollen 1964 dem Gedenken an O’Brien gewidmeten Glasmalerei

Ihr Schüler Patrick Pollen widmete ihr zu Ehren eine Glasmalerei in der Christ Church Cathedral. Die National Gallery of Ireland bewahrt zahlreiche ihrer Kartons und Entwürfe aus ihrem Nachlass auf.